# Ahuexotitlán II
Ahuexotitlán II är en ort i Mexiko.   Den ligger i kommunen Chilapa de Álvarez och delstaten Guerrero, i den sydöstra delen av landet, 230 km söder om huvudstaden Mexico City. Ahuexotitlán II ligger 1 676 meter över havet och antalet invånare är 473.
Terrängen runt Ahuexotitlán II är varierad. Runt Ahuexotitlán II är det ganska glesbefolkat, med 42 invånare per kvadratkilometer. Närmaste större samhälle är Zoquitlán, 3,9 km öster om Ahuexotitlán II. I omgivningarna runt Ahuexotitlán II växer huvudsakligen savannskog.